# Dalton Knecht
Dalton Douglas Knecht, né le  19 avril 2001 à Fargo dans le Dakota du Nord, est un joueur américain de basket-ball évoluant aux postes d'arrière et d'ailier. Il mesure 1,96 m.

## Biographie

### Carrière universitaire
Knecht commence sa carrière post-lycée dans le junior college de Northeastern Junior College (en) de 2019 à 2021. Il joue ensuite deux saisons avec les Bears de l'université du Nord du Colorado en NCAA puis rejoint pour sa dernière saison les Volunteers de l'université du Tennessee.

### Carrière professionnelle

#### Lakers de Los Angeles (2024-février 2025)
Lors d'une rencontre de pré-saison face aux Suns de Phoenix, Knecht marque 35 points (8 sur 13 à trois points) dont 20 consécutifs, dans une victoire en prolongation.
En novembre 2024, Knecht établit un nouveau record personnel avec 37 points dans une victoire face au Jazz de l'Utah. Ses 9 paniers à trois points marqués constituent un record pour un rookie (partagé avec Rodrigue Beaubois et Yogi Ferrell).
En février 2025, avec Cam Reddish, il est transféré aux Hornets de Charlotte contre Mark Williams. Toutefois, le transfert est annulé par les Lakers en raison de problèmes de santé de Williams.

## Palmarès et distinctions individuelles

### Universitaire
- Consensus first-team All-American (2024)
- Julius Erving Award (2024)
- Riley Wallace Award (2024)
- Joueur de l'année de la Southeastern Conference (SEC) (2024)
- SEC Newcomer of the Year (2024)
- First-team All-SEC (2024)
- Second-team All-Big Sky (2023)

## Statistiques

### Universitaires

#### Junior College
| Saison   | Équipe               | Matchs | Titul. | Min./m | % Tir | % 3pts | % LF | Rbds/m. | Pass/m. | Int/m. | Ctr/m. | Pts/m. |
| -------- | -------------------- | ------ | ------ | ------ | ----- | ------ | ---- | ------- | ------- | ------ | ------ | ------ |
| 2019-20  | Northeastern JC (en) | 31     | 14     | —      | 50,4  | 45,1   | 78,6 | 2,90    | 1,10    | 0,50   | 0,30   | 13,30  |
| 2020-21  | Northeastern JC      | 20     | 20     | —      | 51,2  | 39,5   | 81,8 | 7,50    | 2,00    | 0,70   | 0,50   | 23,90  |
| Carrière | Carrière             | 51     | 34     | —      | 50,8  | 43,2   | 80,7 | 4,70    | 1,50    | 0,60   | 0,30   | 17,50  |

#### NCAA Division I
| Saison    | Équipe            | Matchs | Titul. | Min./m | % Tir | % 3pts | % LF | Rbds/m. | Pass/m. | Int/m. | Ctr/m. | Pts/m. |
| --------- | ----------------- | ------ | ------ | ------ | ----- | ------ | ---- | ------- | ------- | ------ | ------ | ------ |
| 2021-2022 | Northern Colorado | 35     | 11     | 24,1   | 43,6  | 36,1   | 75,3 | 3,60    | 0,90    | 0,50   | 0,50   | 8,90   |
| 2022-2023 | Northern Colorado | 32     | 32     | 35,3   | 47,9  | 38,1   | 77,1 | 7,20    | 1,80    | 0,80   | 0,60   | 20,20  |
| 2023-2024 | Tennessee         | 36     | 36     | 30,6   | 45,8  | 39,7   | 77,2 | 4,90    | 1,80    | 0,70   | 0,60   | 21,70  |
| Carrière  | Carrière          | 103    | 79     | 29,8   | 46,1  | 38,3   | 76,8 | 5,20    | 1,50    | 0,70   | 0,60   | 16,90  |

### Professionnelles

#### Saison régulière
| 2024-2025 | L.A. Lakers |
| Carrière  |             |

## Records sur une rencontre en NBA
Les records personnels de Dalton Knecht en NBA sont les suivants :
| Type de statistique        | Saison régulière | Saison régulière                  | Saison régulière |
| Type de statistique        | Record           | Adversaire                        | Date             |
| -------------------------- | ---------------- | --------------------------------- | ---------------- |
| Points                     | 37               | Jazz de l'Utah                    | 19 novembre 2024 |
| Paniers marqués            | 13               | @ Nuggets de Denver               | 14 mars 2025     |
| Paniers tentés             | 27               | @ Nuggets de Denver               | 14 mars 2025     |
| Paniers à 3 points réussis | 9                | Jazz de l'Utah                    | 19 novembre 2024 |
| Paniers à 3 points tentés  | 13               | @ Nuggets de Denver               | 14 mars 2025     |
| Lancers francs réussis     | 4                | 2 fois                            | 2 fois           |
| Lancers francs tentés      | 5                | Jazz de l'Utah                    | 19 novembre 2024 |
| Rebonds offensifs          | 3                | @ Grizzlies de Memphis            | 6 novembre 2024  |
| Rebonds défensifs          | 5                | 2 fois                            | 2 fois           |
| Rebonds totaux             | 7                | @ Pelicans de La Nouvelle-Orléans | 16 novembre 2024 |
| Passes décisives           | 3                | Grizzlies de Memphis              | 13 novembre 2024 |
| Interceptions              | 2                | @ Pelicans de La Nouvelle-Orléans | 16 novembre 2024 |
| Contres                    | -                | -                                 | -                |
| Balles perdues             | 1                | 6 fois                            | 6 fois           |
| Minutes jouées             | 38               | Jazz de l'Utah                    | 19 novembre 2024 |

- Double-double : 0
- Triple-double : 0

Dernière mise à jour : 19 novembre 2024